# Lalueza
Lalueza (aragonesisch A Lueza) ist eine mit ihrem Hauptteil am Río Flumen gelegene spanische Gemeinde in der Provinz Huesca der Autonomen Gemeinschaft Aragonien. Sie liegt in der Comarca Monegros.

## Gemeindeteile
Zu Lalueza gehören die Gemeindeteile:
- Marcén mit der ehemaligen Burg Gabarda auf einem Zeugenberg der Torrollones de Gabarda
- das in den 1950er Jahren besiedelte San Lorenzo del Flumen.

## Bevölkerungsentwicklung
| 1991 | 1996 | 2001 | 2004 |
| ---- | ---- | ---- | ---- |
| 1389 | 1292 | 1183 | 1140 |

## Sehenswürdigkeiten
- Die nüchterne einschiffige Pfarrkirche aus dem 16. Jahrhundert mit Renaissanceportal und robustem Turm.